# Germs
A Germs (szó szerinti jelentése: baktériumok) amerikai punk/hardcore punk zenekar volt.
1977-ben alakultak Los Angelesben, "Sophistifuck and the Revlon Spam Queens" néven. Fennállásuk alatt egy nagylemezt jelentettek meg. Az évek során többször is feloszlottak.  2013-ban újból összeálltak egy kis időre, és utána véglegesen feloszlottak. A Germs egyike volt a 70-es/80-as évek kedvelt punk zenekarainak. Lexicon Devil című daluk a 2013-as Grand Theft Auto V videojátékban is hallható.
2002-ben könyv íródott a történetükről, 2007-ben pedig film készült Darby Crashről és a zenekarról, What We Do is Secret címmel.

## Tagok
Utolsó felállás
- Pat Smear (Georg Ruthenberg) – gitár, ének (1976–1980, 2005–2009, 2013)
- Don Bolles – dob (1978–1980, 2005–2009, 2013)
- Charlotte Caffey – basszusgitár (2013)

Korábbi tagok
- Darby Crash (Jan Paul Beahm) – ének (1976–1980; 1980-ban elhunyt)[4]
- Michelle Baer – dob (1976)
- Dinky (Diana Grant) – basszusgitár (1976)
- Lorna Doom (Teresa Ryan) – basszusgitár (1976–1980, 2005–2009; 2019-ben elhunyt)[5]
- Dottie Danger (Belinda Carlisle) – dob (1977)
- Donna Rhia (Becky Barton) – dob (1977)
- David Winogrond – dob (1977)
- Luisa Terrence - dob (1977)
- Cliff Hanger – dob (1977–1978)
- D. J. Bonebrake – dob (1978)
- Nicky Beat (Nickey Alexander) – dob (1978)
- Rob Henley – dob (1980)
- Shane West – ének (2005–2009)

## Diszkográfia
- (GI) (1979)